# شومان توپلا
شومان توپلا (به صربی: Šuman Topla) یک منطقهٔ مسکونی در صربستان است که در کنگاژواتس واقع شده‌است. شومان توپلا ۷۷ نفر جمعیت دارد.